# 2002 Euler
2002 Euler este un asteroid din centura principală, descoperit pe 29 august 1973 de Tamara Smirnova.